# Ошанины
Ошанины — древний дворянский род.
Род Ошаниных внесён в VI часть родословных книг Московской, Рязанской, Владимирской, Симбирской и Ярославской губерний.

## Происхождение и история рода
Происходит, по сказаниям старинных родословцев, от выходца из Венецианской земли Стени (Стефано), принявшего православие в Москве, около половины XIV века, с именем Фёдора. Сего Фёдора правнук, Илья Борисович, служил у великих князей Василия Дмитриевича, Василия Васильевича и Ивана Васильевича боярином и жалован (1480) поместьями. У Ильи Борисовича были дети (VI колено): Василий Грязной, от него пошли Грязные, и Данило Ильич Ошаня, родоначальник Ошаниных.
Василий Федорович Ошанин († 1582) был ясельничим. Его сын Дмитрий Васильевич, сын боярский и голова, воевода в Путивле (1597), взят на государеву службу в Серпухов (1598), ведал в Калуге посадом (1602), осадный голова в Калуге (1603—1604). Андрей Ошанин — воевода в Кадоме (1612—1613), а Андрей Леонтьевич — воевода в Енисейске (1624—1627).

## Описание герба
Щит герба разделён перпендикулярно на две части, из коих в правой, на серебряном поле, виден до половины чёрный орёл с распростертым крылом (символизирует приближенность к царскому двору), а в левой части, на голубом поле, выходящая из облаков в латы облачённая рука с поднятою вверх саблею (изм. польский герб Малая Погоня).
Щит увенчан обыкновенным дворянским шлемом с дворянскою на нём короною и страусовыми перьями. Намёт на щите голубой, подложенный серебром. Герб рода Ошаниных внесён в Часть 4 Общего гербовника дворянских родов Всероссийской империи, стр. 41.

## Известные представители
- Ошанины: Иван и Дмитрий Дмитриевичи — суздальские городовые дворяне (1627—1629);
- Ошанин Матвей Андреевич — стольник патриарха Филарета (1627—1629), московский дворянин (1636—1640);
- Ошанин Андрей Леонтьевич — московский дворянин (1627—1636);
- Ошанин Нефедий Андреевич — московский дворянин (1636—1677);
- Ошанины: Степан Данилович, Яков Фёдорович, Иван Нефедьевич — стряпчие (1692);
- Ошанины: Илья Борисович, Данила Дмитриевич, Богдан Васильевич, Артемий Иванович — московские дворяне (1677—1692)[5][6].

#### Рязанская ветвь
- Фёдор Дмитриевич Ошанин (1809—ок.1865) — отставной прапорщик, помещик Данковского уезда;
  - Василий Фёдорович (1844—1917) — географ и биолог;
    - Лев Васильевич (1884—1962) — врач и антрополог;

  - Павел Фёдорович (1845—1911) — действительный статский советник, сенатор, председатель Одесской судебной палаты;
    - Михаил Павлович — титулярный советник;
      - Илья Михайлович (1900—1982) — советский китаист, профессор;

  - Никифор Фёдорович (1862—1913) — тамбовский губернатор в 1912—1913 гг.

Известный поэт-песенник Лев Иванович Ошанин происходил из ростовско-ярославской ветви рода